# Tú sí que vales (Italia) (prima edizione)
La prima edizione del talent show Tú sí que vales è andata in onda ogni sabato in prima serata su Canale 5 dal 4 ottobre al 29 novembre 2014 per nove puntate.
I presentatori di questa edizione sono stati Belén Rodríguez e Francesco Sole. I giudici di questa edizione sono stati Maria De Filippi, Gerry Scotti e Rudy Zerbi, mentre la giuria popolare era composta da Francesco Totti (nella prima e nella sesta puntata), Emma Marrone (nella seconda puntata), Paolo Bonolis (nella quarta puntata) e da Mara Venier (dalla terza alla nona puntata, eccetto la quarta). Le registrazioni si sono svolte presso lo studio 8 del Centro Titanus Elios di Roma e sono iniziate il 18 settembre 2014, mentre la finale del 29 novembre è andata in onda in diretta.
L'edizione è stata vinta da Claire Francisci e Alessio Bucci, che si sono aggiudicati il montepremi di 100000 €.

## Il giudice popolare
Oltre ai giudici di qualità, Tú sí que vales ha anche la presenza di un giudice popolare (un vero e proprio quarto giudice), che inizialmente doveva cambiare in ogni puntata, ma dalla quinta in poi il quarto giudice fisso è Mara Venier, anche se nella sesta puntata si alterna con Francesco Totti.
Nella tabella sottostante sono riportati i nomi dei personaggi che hanno ricoperto il ruolo di giudice popolare:
| Puntata    | Messa in onda    | Giudice popolare              |
| ---------- | ---------------- | ----------------------------- |
| 1          | 4 ottobre 2014   | Francesco Totti               |
| 2          | 11 ottobre 2014  | Emma Marrone                  |
| 3          | 18 ottobre 2014  | Mara Venier                   |
| 4          | 25 ottobre 2014  | Paolo Bonolis                 |
| 5          | 1º novembre 2014 | Mara Venier                   |
| 6          | 8 novembre 2014  | Francesco Totti e Mara Venier |
| 7          | 15 novembre 2014 | Mara Venier                   |
| Semifinale | 22 novembre 2014 | Mara Venier                   |
| Finale     | 29 novembre 2014 | Mara Venier                   |

## Audizioni
In questa sezione sono riportati i nomi dei concorrenti che durante le otto puntate di audizioni hanno superato il turno. Nell'ottava puntata i giudici hanno scelto i finalisti della competizione, ma la non si può considerare una semifinale vera e propria, infatti gran parte della puntata, proprio come le puntate precedenti, è stata dedicata alle audizioni.

### Prima puntata
| Nome Artista                | Genere                     | Responso dei giudici | Responso giuria popolare |
| --------------------------- | -------------------------- | -------------------- | ------------------------ |
| Alessandro Veletta          | tenore                     | 2 vale               | vale                     |
| Claudio e Fabrizio Baglioni | giochi con l'acqua         | 3 vale               | 100% vale                |
| Scott e Muriel              | illusionisti               | 3 vale               | 54% vale                 |
| Circo de los horrores       | acrobata                   | 3 vale               | 67% vale                 |
| Flavio Anniballi            | mago                       | 3 vale               | 96% vale                 |
| DDF Crew                    | ballerini circensi         | 3 vale               | vale                     |
| David O'Mer                 | acrobata                   | 3 vale               | 87% vale                 |
| Ciciri e tria               | trio comico                | 3 vale               | 90% vale                 |
| Davide Romano               | cantante                   | 1 vale               | vale                     |
| Fratelli Spagnolo           | ballerini latinoamericani  | 3 vale               | vale                     |
| Nunzia Mita                 | origami con il chewing gum | 3 vale               | vale                     |
| Fast Foot Crew              | giocolieri                 | 3 vale               | 69% non vale             |
| Amber e Martin              | acrobati                   | 3 vale               | 100% vale                |
| Antonio Di Gabriele         | musicista                  | 3 vale               | 96% vale                 |
| Massimo Vulz                | comico                     | 1 vale               | vale                     |
| Paolo Casanova              | clown                      | 3 vale               | 84% vale                 |
| Giulio Masieri              | pittore                    | 1 vale               | 85% vale                 |
| Michael e Dario Togni       | acrobati                   | 3 vale               | 98% vale                 |
| Andrea Togni                | acrobata                   | 3 vale               | 89% vale                 |

### Seconda puntata
| Nome artista                           | Genere                                     | Responso dei giudici | Responso giuria popolare |
| -------------------------------------- | ------------------------------------------ | -------------------- | ------------------------ |
| Valentina Tesio                        | cantante                                   | 3 vale               | 100% vale                |
| Aaron James Fotheringham               | acrobata disabile                          | 3 vale               | 98% vale                 |
| Giorgio Panero                         | mangiatore di spilli                       | 3 vale               | 68% vale                 |
| R.O Valoggia e P. Dionisi              | duo comico                                 | 3 vale               | 98% vale                 |
| Marco Ruzzante                         | Arti marziali acrobatiche                  | 3 vale               | 96% vale                 |
| Nazionale italiana nuoto sincronizzato | nuoto sincronizzato                        | 3 vale               | 96% vale                 |
| Michael Laner                          | acrobazie con il lazo                      | 3 vale               | 92% vale                 |
| Patax                                  | body percussion (percussioni con il corpo) | 2 vale               | 52% non vale             |
| Anna Tempesta                          | giocoliere con le bolle                    | 3 vale               | 90% vale                 |
| Yuri Yanagisawa                        | giocoliere                                 | 3 vale               | 60% vale                 |
| Sonics                                 | acrobati                                   | 3 vale               | 98% vale                 |
| Veronica Mazza                         | attrice                                    | 3 vale               | 72% vale                 |
| Mighty Sicily                          | ballerini hip-hop                          | 3 vale               | 100% vale                |
| Domenico Ferro                         | cantante                                   | 2 vale               | 96% vale                 |
| Vito Garofalo                          | mimo                                       | 2 vale               | 55% vale                 |
| Claire Francisci                       | ballerina di pole dance                    | 3 vale               | 96% vale                 |
| Santa Rodilla                          | mimi con le mani                           | 3 vale               | 98% vale                 |
| Stevie Pink                            | mago                                       | 3 vale               | 86% vale                 |
| Lucia Rubera                           | narratrice                                 | 1 vale               | 54% vale                 |
| Mimmo Linsalata                        | ballerino                                  | 3 vale               | 81% vale                 |
| Era Splendor                           | cantante drag queen                        | 3 vale               | 90% vale                 |
| Mascoulisse Quarter                    | musicisti                                  | 3 vale               | 90% vale                 |

### Terza puntata
| Nome artista            | Genere                       | Responso dei giudici | Responso giuria popolare |
| ----------------------- | ---------------------------- | -------------------- | ------------------------ |
| Chilly e Fly            | acrobati                     | 3 vale               | 100% vale                |
| A.S.D. Vertigimn        | acrobati                     | 3 vale               | 96% vale                 |
| Action show             | ginnasti                     | 3 vale               | 96% vale                 |
| Xavier Mortimer         | musicista                    | 3 vale               | 98% vale                 |
| Federico Parisi         | cantante                     | 1 vale               | 91% vale                 |
| Emanuele Rubellini      | esperto di origami           | 3 vale               | 78% vale                 |
| Alessio Bucci           | ballerino di pole dance      | 3 vale               | 87% vale                 |
| Luca                    | saltatore                    | 3 vale               | 100% vale                |
| P. Moretti e V. Polasky | arciere e bersaglio          | 3 vale               | 85% vale                 |
| I Joker Team            | lancio pesi                  | 3 vale               | 64% vale                 |
| Tiwuany e Gabriele      | ballerini                    | 3 vale               | 100% vale                |
| Giada Luppi             | ballerina classica           | 3 vale               | 100% vale                |
| Miki Tajima             | illusionista con le bolle    | 3 vale               | 98% vale                 |
| Daniele Lepantini       | mago                         | 3 vale               | 98% vale                 |
| Achille e Davide Romano | trasportatori di grandi pesi | 3 vale               | 87% vale                 |
| Salvatore Piazza        | disegnatore                  | 3 vale               | 98% vale                 |
| Strange Mind            | band musicale                | 2 vale               | 71% vale                 |
| Dario Rossi             | percussionista               | 3 vale               | 98% vale                 |
| Maurizio Bronzini       | umorista cinematografico     | 3 vale               | 91% non vale             |
| Fred Cie Poc            | giocoliere                   | 3 vale               | 100% vale                |
| Sharon Santaguida       | giocoliere                   | 3 vale               | 66% vale                 |
| Gianluca Scuotto        | attore                       | 3 vale               | 83% vale                 |

### Quarta puntata
| Nome Artista                    | Genere                                                    | Responso dei giudici | Responso giuria popolare |
| ------------------------------- | --------------------------------------------------------- | -------------------- | ------------------------ |
| Lorenzo Ceparano                | indossa jeans solo con bacino e gambe senza usare le mani | 3 vale               | 84% vale                 |
| Lizardman, l'uomo lucertola     | sopporta qualsiasi dolore                                 | 3 vale               | 57% non vale             |
| Acropole Mind                   | acrobati                                                  | 3 vale               | 100% vale                |
| Jordie Bertran e The Jumper     | ventriloquo                                               | 3 vale               | 100% vale                |
| Luiza Costantin                 | cantante                                                  | 2 vale               | 80% vale                 |
| Cp Family                       | Dirty Jump                                                | 3 vale               | 100% vale                |
| Gianni e Omar                   | comici                                                    | 3 vale               | 65% vale                 |
| Marius Ongaro                   | inventore                                                 | 2 vale               | 64% non vale             |
| Marco Garofalo                  | fotografo                                                 | 1 vale               | 64% vale                 |
| Paolo Lucchetti                 | artista                                                   | 2 vale               | 50% vale, 50% non vale   |
| Niňo Demonteverde               | tricker                                                   | 2 vale               | 76% vale                 |
| Children Tappers                | ballerine di tip tap                                      | 3 vale               | 98% vale                 |
| Martina Ghisellini              | contorsionista                                            | 3 vale               | 100% vale                |
| Alfonso Pannella (Duo a colori) | cantante e ballerino                                      | 3 vale               | 84% vale                 |
| Isaia Da Sacco                  | cantante                                                  | 3 vale               | 96% vale                 |
| Raffo Art                       | artista                                                   | 3 vale               | 98% vale                 |
| Marina Vitolo                   | comica                                                    | 2 vale               | 57% non vale             |
| Jack                            | giocoliere illusionista                                   | 3 vale               | 90% vale                 |
| Marco Filadelfia                | interprete                                                | 3 vale               | 72% vale                 |
| Italian Harmonists              | cantanti                                                  | 3 vale               | 94% vale                 |

### Quinta puntata
| Nome Artista                                                 | Genere                                             | Responso dei giudici | Responso giuria popolare |
| ------------------------------------------------------------ | -------------------------------------------------- | -------------------- | ------------------------ |
| Davide e Andrea                                              | specialisti nel mano a mano                        | 3 vale               | 100% vale                |
| Luiza Bonilla                                                | acrobata                                           | 3 vale               | 100% vale                |
| Dan Sperry                                                   | illusionista horror                                | 3 vale               | 54% non vale             |
| Juri Fassina                                                 | ballerino autodidatta                              | 2 vale               | 100% vale                |
| Giorgio Mangherini e Emanuele Poato                          | freestyle in monopattino                           | 3 vale               | 100% vale                |
| Gabriele Palmeri                                             | oboista                                            | 3 vale               | 100% vale                |
| Red Scorpion, Nacho l'ispanico, JT9 e l'arbitro Max Malpensa | wrestler                                           | 3 vale               | 65% vale                 |
| Velia Abballe                                                | cantante                                           | 3 vale               | 98% vale                 |
| Mauro Roggero                                                | tiro progressivo (specialità delle bocce)          | 3 vale               | 63% vale                 |
| Paolo Lepore                                                 | illusionista                                       | 3 vale               | 77% vale                 |
| Cocco e Torres                                               | baristi decoratori di cappuccini                   | 3 vale               | 88% vale                 |
| Steve Mercuzio                                               | ballerino professionista di hip hop                | 2 vale               | 83% vale                 |
| Ambra e le sue allieve di danza (sordomute)                  | maestra e ballerine                                | 3 vale               | 100% vale                |
| Alberto Caiazza                                              | ru-humorista (professionista)                      | 3 vale               | 100% vale                |
| I Waterwall                                                  | ballerini/atleti che coreografano con acqua e luci | 3 vale               | 98% vale                 |
| Sean Lombardi e Omar Sanguinetti                             | Jump Style                                         | 2 vale               | 86% non vale             |
| Oscar Pistamiglio                                            | mimo equilibrista                                  | 3 vale               | 76% vale                 |
| Laura Calafiore                                              | fast painter                                       | 3 vale               | 98% vale                 |
| Daniele Gherardi                                             | iron-man (costume da lui costruito)                | 2 vale               | 76% non vale             |
| Teulis                                                       | ballerini che danzano e creano con le ombre cinesi | 3 vale               | 100% vale                |
| Khaled Ibrahim                                               | danza dervisha                                     | 3 vale               | 77% vale                 |

### Sesta puntata
| Nome artista                      | Genere                                 | Responso dei giudici | Responso giuria popolare |
| --------------------------------- | -------------------------------------- | -------------------- | ------------------------ |
| Pawel Wazcwesky                   | acrobata                               | 3 vale               | 98% vale                 |
| Thomas Blackthorne                | mangiatore di spade                    | 3 vale               | 90% vale                 |
| Eulalia Di Pietro                 | ballerina                              | 1 vale               | 81% vale                 |
| Men In Coats                      | illusionisti                           | 3 vale               | 85% vale                 |
| Sonny Caveagna                    | giocoliere                             | 3 vale               | 79% vale                 |
| Robert Roy Collins                | escapologo                             | 3 vale               | 80% vale                 |
| Ruggero de I Timidi               | cantante                               | 2 vale               | 60% vale                 |
| Cosimo Musciacchia                | ballerino di hip hop                   | 1 vale               | 72% vale                 |
| Izi e Sara                        | cantanti                               | 2 vale               | 90% vale                 |
| 15feet6                           | acrobati                               | 3 vale               | 100% vale                |
| Gianluca Alan Dalmazio            | mentalista                             | 2 vale               | 93% non vale             |
| Lorenzo Bernardi                  | contorsionista                         | 3 vale               | 98% vale                 |
| Miss Boh                          | comica                                 | 3 vale               | 68% vale                 |
| Mikel Snaziel                     | cantante comico                        | 3 vale               | 74% vale                 |
| Gino Pedretti                     | stappa bottiglie di vino con una ruspa | 3 vale               | 67% vale                 |
| G. Debiasi e G. Casarola          | trapeziste                             | 3 vale               | 100% vale                |
| Pari e Sipari                     | trio comico                            | 2 vale               | 98% vale                 |
| Pierre Bauer (gruppo di acrobati) | acrobati con la moto                   | 3 vale               | 84% vale                 |

### Settima puntata
| Nome artista                                       | Genere                                | Responso dei giudici | Responso giuria popolare |
| -------------------------------------------------- | ------------------------------------- | -------------------- | ------------------------ |
| Gunther Guinelli                                   | illusionista                          | 3 vale               | 100% vale                |
| Katrin Padovani                                    | acrobata                              | 3 vale               | 100% vale                |
| Professor Splash                                   | tuffatore                             | 3 vale               | 95% vale                 |
| David Merlini                                      | escapologo                            | 3 vale               | 98% vale                 |
| Daniel Pace                                        | ballerino                             | 3 vale               | 85% vale                 |
| Stefano Ghisolfi                                   | atleta                                | 3 vale               | 95%                      |
| Pat e Gordon                                       | giocolieri                            | 3 vale               | 98% vale                 |
| Bror Magnus Toedens                                | cantante                              | 3 vale               | 100% vale                |
| Sandro Sassi                                       | acrobata equilibrista                 | 3 vale               | 95% vale                 |
| Miss Bocconcino                                    | cantante                              | 3 vale               | 98% vale                 |
| Betulla ed Esile                                   | clown di corsia                       | 3 vale               | 100% vale                |
| Fly To the Stars                                   | acrobati                              | 3 vale               | 100% vale                |
| José Davila                                        | addestratore di agility dog           | 2 vale               | 96% vale                 |
| Joe e i fratelli                                   | cantanti                              | 3 vale               | 88% vale                 |
| Giovanni Bauce                                     | inventore del monopattino per lo step | 3 vale               | 57% vale                 |
| Ludovico Edalli (Nazionale Italiana di ginnastica) | Parallele simmetriche                 | 3 vale               | 90% vale                 |
| Claudio Ravera                                     | mimo                                  | 2 vale               | 86% non vale             |
| Fabio Prati                                        | cantante                              | 2 vale               | 59% vale                 |
| Donald e Vanessa Niuman                            | lanciatore di coltelli e assistente   | 3 vale               | 92% vale                 |
| Chef Ricki                                         | cuoco                                 | 3 vale               | 60% vale                 |
| Somiglianze                                        | comico                                | 1 vale               | 52% vale                 |
| Erik Granzon                                       | spettacolo pirotecnico                | 3 vale               | 100% vale                |

### Ottava puntata
| Nome artista        | Genere                                                 | Responso dei giudici | Responso giuria popolare |
| ------------------- | ------------------------------------------------------ | -------------------- | ------------------------ |
| Paolo Franceschini  | ventriloquo                                            | 3 vale               | 85% vale                 |
| The Space Cowboy    | performer                                              | 2 vale               | 62% non vale             |
| Daniel Rossetti     | acrobata                                               | 3 vale               | 100% vale                |
| Matteo Grattarola   | trial                                                  | 3 vale               | 98% vale                 |
| Stefania Bruno      | disegni con la sabbia                                  | 3 vale               | 98% vale                 |
| Magus Utopia        | illusionisti                                           | 3 vale               | 100% vale                |
| Dario Cerrato       | acrobata equilibrista                                  | 3 vale               | 86% vale                 |
| Danny Cole          | illusionista                                           | 3 vale               | 90% vale                 |
| Davide Fontana      | ballerino                                              | 1 vale               | 72% vale                 |
| Adams Medini        | giochi con le ombre                                    | 2 vale               | 88% vale                 |
| Antonio Popeye      | riesce a far uscire gli occhi al di fuori delle orbite | 3 vale               | 73% non vale             |
| Vittorio Mangifesta | golf                                                   | 3 vale               | 62% vale                 |
| Lula Academy Team   | baristi acrobati                                       | 2 vale               | 94% vale                 |

A fine puntata c'è una "mini-semifinale" per decidere i primi sei concorrenti che vanno in Finale: i concorrenti si sfidano tra loro e in ogni sfida i giudici decidono chi far passare in Finale; di seguito le sfide (in verde i concorrenti passati alla finale, in rosso quelli eliminati).
| Primo Sfidante      | Secondo Sfidante   |
| ------------------- | ------------------ |
| Domenico Linsalata  | Valentina Tesio    |
| Ruggero de I Timidi | Thomas Blackthorne |
| Flavio Anniballi    | Gabriele Palmieri  |
| Claire Francisci    | Alessio Bucci      |
| Children Tappers    | Michael Laner      |

Claire Francisci e Alessio Bucci deciono di unirsi e continuare la gara insieme come un unico concorrente.
Dopo i conduttori della trasmissione, attraverso un filmato, annunciano gli altri 10 finalisti, scelti precedentemente dai giudici: di seguito i concorrenti in questione.
| Nome Artista                |
| --------------------------- |
| Miss Bocconcino             |
| Luzia Bonilla               |
| Santa Rodilla               |
| Tiwuany e Gabriele          |
| Jordie Bertran e The Jumper |
| Magus Utopia                |
| Davide e Andrea Caveagna    |
| Chilly e Fly                |
| David Merlini               |
| Ciciri e Tria               |

## Concorrenti finalisti
In questa sezione sono riportati i nomi dei finalisti, scelti dai giudici durante l'ottava puntata del programma, l'ultima dedicata alle audizioni.
| Nome artista                     | Genere                      |
| -------------------------------- | --------------------------- |
| Valentina Tesio                  | cantante                    |
| Thomas Blackthorne               | performer                   |
| Ruggero De I Timidi              | cantante                    |
| Gabriele Palmeri                 | oboista                     |
| Claire Francisci e Alessio Bucci | ballerini di pole dance     |
| Children Tappers                 | ballerine di tip tap        |
| Miss Bocconcino                  | cantante                    |
| Luzia Bonilla                    | acrobata                    |
| Santa Rodilla                    | mimi con le mani            |
| Tiwuany e Gabriele               | ballerini                   |
| Jordie Bertran e The Jumper      | ventriloquo                 |
| Magus Utopia                     | illusionisti                |
| Davide e Andrea Caveagna         | specialisti nel mano a mano |
| Chilly e Fly                     | acrobati                    |
| David Merlini                    | escapologo                  |
| Ciciri e tria                    | trio comico                 |

## Finale
La finale della prima edizione di Tú sí que vales va in onda il 29 novembre in diretta su Canale 5. I giudici non giudicano nessuna delle esibizioni, in quanto in quest'ultima serata è il pubblico da casa a votare per mezzo del televoto. Anche la giuria popolare perde i suoi poteri e Mara Venier, consacrata quarto giudice, si siede accanto ai tre giudici Maria De Filippi, Gerry Scotti e Rudy Zerbi. I conduttori presentano le esibizioni e leggono il risultato del televoto. La clessidra ha ancora un ruolo importante; infatti quando i conduttori leggono il nome di un concorrente (ordine casuale), essa diventa rossa se il concorrente viene escluso dalla gara, verde se il concorrente resta fino all'ultimo. Alla fine solo due concorrenti, ossia la coppia Claire Francisci-Alessio Bucci e Gabriele Palmeri, vengono salvati dalla clessidra e i due conduttori decretano il vincitore.
Nella tabella sottostante è riportata l'intera classifica, ottenuta con i risultati del televoto:
| Posizione finale | Concorrente                       | Genere                      | Numero di televoto | Risultato del televoto |
| ---------------- | --------------------------------- | --------------------------- | ------------------ | ---------------------- |
| 1º               | Claire Francisci ed Alessio Bucci | ballerini di pole dance     | 15                 | 23,95%                 |
| 2º               | Gabriele Palmeri                  | oboista                     | 12                 | 16,04%                 |
| 3º               | Ruggero De I Timidi               | cantante                    | 14                 | 11,41%                 |
| 4º               | Andrea e Davide Caveagna          | specialisti nel mano a mano | 13                 | 7,16%                  |
| 5º               | Valentina Tesio                   | cantante                    | 06                 | 6,42%                  |
| 6º               | Magus Utopia                      | illusionisti                | 07                 | 5,89%                  |
| 7º               | Ciciri e tria                     | trio comico                 | 03                 | 5,44%                  |
| 8º               | Children Tappers                  | ballerine di tip tap        | 01                 | 4,31%                  |
| 9º               | Jordi Bertrán Company             | ventriloquo                 | 08                 | 4,29%                  |
| 10º              | La Santa Rodilla                  | mimi con le mani            | 16                 | 3,65%                  |
| 11º              | Chilly e Fly                      | acrobati                    | 02                 | 3,12%                  |
| 12º              | Miss Bocconcino                   | cantante                    | 11                 | 2,47%                  |
| 13º              | David Merlini                     | escapologo                  | 04                 | 1,73%                  |
| 14º              | Thomas Blackthorne                | performer                   | 10                 | 1,68%                  |
| 15º              | Tiwuany e Gabriele                | ballerini                   | 09                 | 1,48%                  |
| 16º              | Luzia Bonilla                     | acrobata                    | 05                 | 0,96%                  |

Durante la finale Mara Venier conduce una competizione alternativa a quella della trasmissione, soprannominata Super No Vales, che ha come scopo quello di premiare uno dei concorrenti scartati durante le audizioni. Si sfidano Silvio Longo, imitatore di Gianni Morandi, Rafco e Vincenzo, illusionisti, e Mirco Lincetto, cantante e ballerino. Il vincitore di questa competizione, Silvio Longo, viene decretato attraverso l'hashtag dal voto su Twitter e come premio si aggiudica un Tapiro d'Oro direttamente consegnato da Valerio Staffelli, un inviato del tg satirico di Antonio Ricci Striscia la notizia.

## Curiosità
- La sesta puntata del programma, con Francesco Totti e Mara Venier come presidenti di giuria, è in realtà frutto di due puntate, registrate in diversi momenti e poi unite insieme in un'unica puntata. Totti aveva infatti preso parte a una registrazione che doveva andare in onda l'11 ottobre, ma che venne sostituita dall'episodio con Emma. La puntata andò in onda l'8 novembre con l'aggiunta di alcune parti con Mara Venier, registrate pochi giorni prima[3].
- Alcuni concorrenti che si sono presentati alle audizioni del programma erano già noti al pubblico televisivo, in particolar modo:
  - il trio comico Ciciri e tria, che aveva esordito a Zelig (programma comico di Canale 5) e che aveva partecipato anche a Colorado (programma comico di Italia 1);
  - Veronica Mazza, attrice televisiva nota per il ruolo di Cinzia Maiori nella soap opera di Rai 3 Un posto al sole;
  - Laura Calafiore e Khaled Ibrahim, che avevano partecipato al programma di Rai 1 Si può fare! (condotto da Carlo Conti) nel ruolo di coach;
  - il comico  e cantante demenziale Ruggero De I Timidi (nome d'arte di Andrea Sambucco), ex comico di Colorado e di Zelig;
  - il rumorista Alberto Caiazza, che aveva già partecipato a I raccomandati su Rai 1, oltre che nel film Bagnomaria nel ruolo di space.
- Durante le audizioni si sono esibiti diversi atleti, in particolar modo:
  - nella seconda puntata del programma ha partecipato la Nazionale Italiana di nuoto sincronizzato;
  - nella settima puntata del programma si sono esibiti Ludovico Edalli, campione della Nazionale Italiana di ginnastica, e Stefano Ghisolfi della squadra delle Fiamme Oro;
  - nell'ottava puntata del programma si è esibito Matteo Grattarola, specialista nel trial.
- Il programma ha avuto anche una parodia tra i vari sketch della sedicesima edizione della trasmissione comica Colorado, andata in onda su Italia 1 nella primavera del 2015.

## Ascolti
| Puntata                    | Messa in onda    | Telespettatori | Share  |
| -------------------------- | ---------------- | -------------- | ------ |
| 1                          | 4 ottobre 2014   | 3 940 000      | 20,01% |
| 2                          | 11 ottobre 2014  | 4 543 000      | 20,91% |
| 3                          | 18 ottobre 2014  | 4 581 000      | 21,78% |
| 4                          | 25 ottobre 2014  | 5 018 000      | 23,92% |
| 5                          | 1º novembre 2014 | 5 355 000      | 25,06% |
| 6                          | 8 novembre 2014  | 5 202 000      | 23,92% |
| 7                          | 15 novembre 2014 | 5 510 000      | 25,37% |
| Semifinale                 | 22 novembre 2014 | 5 072 000      | 24,11% |
| Finale                     | 29 novembre 2014 | 5 779 000      | 27,50% |
| Media                      | Media            | 5 000 000      | 23,62% |
| L'album di Tú sí que vales | 6 dicembre 2014  | 3 157 000      | 15,81% |